# Cappella Corpus Domini
Cappella Corpus Domini är ett kapell i Rom, helgat åt Jesu Kristi lekamen i det Allraheligaste Sakramentet. Kapellet är beläget vid Via delle Sette Chiese i Garbatella i quartiere Ostiense och tillhör församlingen San Francesco Saverio alla Garbatella.

## Beskrivning
År 1923 grundades kongregationen Suore discepole di Gesù Eucaristico av biskopen Raffaello Delle Nocche (1877–1960; vördnadsvärd 2012) med hjälp av Linda Machina (1884–1981). Med utgångspunkt i eukaristin sköter systrarna om äldre och sjuka.
Kapellet uppfördes efter ritningar av Ildo Avetta och Giulio Sciascia. Fasaden har vertikala betongpelare och horisontala band i tegel. Ovanför kapellets portal sitter en mosaik med Kristogrammet, flankerat av änglar.